# Chiesa di San Giovanni Battista (Belém)
La chiesa di San Giovanni Battista (in portoghese Igreja de São João Batista), popolarmente conosciuta come Igreja de São Joãozinho, è un luogo di culto cattolico situato in Praça do Líbano a Belém, capitale dello stato brasiliano di Pará.
La chiesa, considerata il capolavoro di Giuseppe Antonio Landi, presenta al suo interno dipinti di quadratura, una tecnica esclusiva dell'Accademia di belle arti di Bologna, città natale dell'architetto.

## Storia
Una prima cappella dedicata a San Giovanni Battista fu costruita nel 1622 nello stesso luogo di quella attuale, per ordine del capitano maggiore Bento Maciel Parente. Il pretesto per la sua costruzione fu il rifiuto del vicario di celebrare la festa di San Giovanni Battista nell'unica chiesa esistente all'epoca, quella di Nostra Signora delle Grazie. Nel 1661, padre Antônio Vieira vi fu imprigionato. Nel 1686 fu costruita una seconda chiesa nello stesso luogo. Nel 1721, dopo essere stata una chiesa parrocchiale per sette anni, la chiesa fu elevata a cattedrale o sede episcopale con la creazione del vescovado di Pará. La chiesa attraversò quindi un periodo di intensa vita religiosa e civile, che si concluse nel 1755 con il completamento dell'odierna cattedrale. Dal 1771 al 1774 fu costruita l'attuale chiesa tardo barocca su progetto dell'architetto italiano Giuseppe Antonio Landi. Fu consacrata nel 1777.
La chiesa è stata classificata nel 1941 e ha subito alcune modifiche. Negli anni '30, la quadratura di Landi fu coperto con scagliola. Quest'ultimo intervento è stato rimosso nel 1988 da un restauratore che stava progettando il restauro del dipinto sulla pala dell'altare maggiore.
La chiesa presenta una navata ottagonale coperta da una cupola, caso unico a Belém. La sacrestia è sormontata da un basso campanile.  Davanti all'altare sono stati eretti anche tre altari in stile neogotico. Vi erano tre tele dell'artista Francisco Figueiredo, una delle quali è scomparsa. Le due rimaste raffigurano il pellegrinaggio e la decapitazione di San Giovanni. Un'altra particolarità sono i quadri che raffigurano architetture illusorie, simili a pale d'altare.